# Randall Azofeifa
Randall Azofeifa Corrales (ur. 30 grudnia 1984 w San José) – kostarykański piłkarz grający na pozycji środkowego pomocnika.

## Kariera klubowa
Azofeifa pochodzi ze stolicy kraju, San José. Jest wychowankiem tamtejszego klubu Deportivo Saprissa, jednego z najbardziej utytułowanych w kraju. W Primera División de Costa Rica zadebiutował już w wieku 17 lat w sezonie 2001/2002. W roku 2003 odniósł swój pierwszy sukces w karierze jakim było wygranie UNCAF Cup. W sezonie 2003/2004 wywalczył swoje pierwsze mistrzostwo Kostaryki w karierze. W 2005 roku został zdobywcą CONCACAF Champions' Cup, pomimo że nie był jeszcze podstawowym zawodnikiem swojego klubu. W tym samym roku wystąpił z Deportivo Saprissa na Klubowych Mistrzostwach Świata 2005 i zajął z nim wysokie 3. miejsce. W sezonie 2005/2006 był już podstawowym zawodnikiem swojej drużyny – rozegrał 33 ligowe mecze i zdobył 6 bramek – i po raz drugi w karierze został mistrzem kraju.
Latem 2006 Azofeifa podpisał 4-letni kontrakt z belgijskim zespołem KAA Gent. Swojego pierwszego gola w Eerste Klasse zdobył 18 listopada, a zespół z Gandawy pokonał RSC Anderlecht 2:1. W Gent grał do końca 2010 roku.
W 2011 roku Azofeifa przeszedł do tureckiego Gençlerbirliği SK. W 2013 roku został zawodnikiem Kayseri Erciyessporu. W 2014 przeszedł do CS Uruguay de Coronado, a w 2015 do CS Herediano. Zarówno w 2015, jak i w 2016 roku wywalczył mistrzostwo Kostaryki.
| Sezon   | Klub                   | Kraj      | Rozgrywki                      | Mecze | Bramki |
| ------- | ---------------------- | --------- | ------------------------------ | ----- | ------ |
| 2001/02 | Deportivo Saprissa     | Kostaryka | Primera División de Costa Rica | ?     | ?      |
| 2002/03 | Deportivo Saprissa     | Kostaryka | Primera División de Costa Rica | 6     | 0      |
| 2003/04 | Deportivo Saprissa     | Kostaryka | Primera División de Costa Rica | ?     | ?      |
| 2004/05 | Deportivo Saprissa     | Kostaryka | Primera División de Costa Rica | 8     | 0      |
| 2005/06 | Deportivo Saprissa     | Kostaryka | Primera División de Costa Rica | 33    | 6      |
| 2006/07 | KAA Gent               | Belgia    | Eerste Klasse                  | 14    | 2      |
| 2007/08 | KAA Gent               | Belgia    | Eerste Klasse                  | 18    | 5      |
| 2008/09 | KAA Gent               | Belgia    | Eerste Klasse                  | 29    | 3      |
| 2009/10 | KAA Gent               | Belgia    | Eerste Klasse                  | 23    | 7      |
| 2010/11 | KAA Gent               | Belgia    | Eerste Klasse                  | 16    | 2      |
| 2010/11 | Gençlerbirliği SK      | Turcja    | Süper Lig                      | 14    | 0      |
| 2011/12 | Gençlerbirliği SK      | Turcja    | Süper Lig                      | 29    | 4      |
| 2012/13 | Gençlerbirliği SK      | Turcja    | Süper Lig                      | 28    | 3      |
| 2013/14 | Kayseri Erciyesspor    | Turcja    | Süper Lig                      | 17    | 1      |
| 2014/15 | CS Uruguay de Coronado | Kostaryka | Primera División de Costa Rica | 10    | 1      |
| 2014/15 | CS Herediano           | Kostaryka | Primera División de Costa Rica | 8     | 0      |
| 2015/16 | CS Herediano           | Kostaryka | Primera División de Costa Rica | 38    | 9      |
| 2016/17 | CS Herediano           | Kostaryka | Primera División de Costa Rica |       |        |

## Kariera reprezentacyjna
W 2001 roku Azofeifa był członkiem reprezentacji Kostaryki U-17 na Młodzieżowe Mistrzostwa Świata U-17 w Trynidadzie i Tobago. Z Kostaryką doszedł do ćwierćfinału.
W pierwszej reprezentacji Kostaryki Randall Azofeifa zadebiutował 12 października 2005 w przegranym 1:3 meczu z Gwatemalą, rozegranym w ramach eliminacji do Mistrzostw Świata w Niemczech. Był też członkiem zespołu na sam turniej w Niemczech i wystąpił tylko w jednym spotkaniu, przegranym 2:4 z gospodarzami, Niemcami (wszedł na boisko w 90. minucie za Ronalda Gomeza). Kostaryka po 3 porażkach nie wyszła z grupy turnieju.